# L'homme à la cigarette
Cet article concerne le personnage. Pour l'épisode, voir L'Homme à la cigarette.
 (avril 2008).
Si vous disposez d'ouvrages ou d'articles de référence ou si vous connaissez des sites web de qualité traitant du thème abordé ici, merci de compléter l'article en donnant les références utiles à sa vérifiabilité et en les liant à la section « Notes et références ».
L'homme à la cigarette ou le fumeur (en anglais, cancer man ou  cigarette smoking man) est un personnage de fiction de la série télévisée X-Files, correspondant à l'archétype de l'homme en noir. Il est interprété par l'acteur William B. Davis. 
Ce personnage apparaît dès le pilote de la série dans le bureau du chef de section Blevins. De nature froide et solitaire à l'origine, la série le fait évoluer pour faire comprendre qu'il est le personnage incontournable du complot auquel Fox Mulder, l'un des deux héros principaux de la série, croit.
- Il connaît la vérité que cherche Fox Mulder.
- Il a accès à toutes les bases de données et à tous les endroits protégés des États-Unis.
- Il agit en secret pour empêcher Fox Mulder de découvrir les agissements du complot mondial.

Son surnom vient du fait qu'on le voit toujours en arrière-plan, dans l'ombre, en train de fumer une cigarette (la marque de cigarettes est connue sous le nom de Morley). Il fuma sa première cigarette le 22 novembre 1963 à 13 h 45 au Texas Theatre à Dallas peu après l'assassinat de John Fitzgerald Kennedy. Cette date est controversée ; en effet, la première scène de l'épisode L'Épave de la saison 3 montre le personnage en 1953 déjà en train de fumer.
Dana Scully l'a aperçu pour la première fois quand elle a été mutée au service des affaires non classées en 1992. Elle avait été placée là par l'homme à la cigarette pour pouvoir espionner Fox Mulder (d'ailleurs Scully fume au début de la série). Puis il nomme Alex Krycek pour la remplacer.
Il est par exemple impliqué dans des expériences d'implants d'origine extraterrestre. Il n'éprouve que peu de pitié, et n'hésite pas à tuer. C'est d'ailleurs lui qui aurait tué le président des États-Unis John Fitzgerald Kennedy ainsi que Martin Luther King. Il est aussi un écrivain raté n'ayant réussi à vendre son manuscrit sur l'histoire de sa vie qu'à un magazine pornographique. Par ailleurs, il semblerait prêt à tout abandonner de ses activités pour devenir écrivain.
Il est à l'origine d'un certain nombre d'enlèvements d'origine extraterrestre comme celui de sa femme Cassandra. Il aurait inoculé le cancer de Dana Scully.
Lors de l'épisode (5-14) Patient X - 2e partie, l'homme à la cigarette envoie une lettre depuis une maison située à North Hatley, au Canada/Québec destinée à son fils, Jeffrey Spender qui travaille au FBI. La lettre, visible au début de l'épisode sans encore connaître l'identité de l'expéditeur, montre une facette nouvelle de sa personnalité, plus chaleureuse que d'ordinaire.
Dans le dernier épisode de la saison 5, il révèle à Jeffrey Spender qu'il est son père. Dans l'épisode Toute la vérité de la saison 6, on découvre que son vrai nom est C.G.B. Spender, qu'il était marié à Cassandra Spender (Veronica Cartwright). On découvre lors de l'épisode 2 de la saison 7 qu'il est le père biologique de Mulder. Lors du premier épisode de la saison 11, il révèle son nom complet comme étant Carl Gerhard Busch Spender. 
Bien qu'il ait fait quelques bonnes actions (notamment en sauvant la vie à Mulder et Scully plusieurs fois), il est incontestablement le pire méchant de la série. C'est un manipulateur et un tyran de l'ombre, sans état d'âme, capable de faire assassiner ou enlever tous ceux qui se mettent en travers de son chemin dans son projet de contrôle du monde. Il n'hésite pas à tuer l'un de ses fils (l'agent Spender) et de faire de sa propre épouse une cobaye pour des expériences d'hybridation extra-terrestre. Seuls Dana Scully (il l'estime) et Fox Mulder (son fils caché, le seul ennemi qu'il respecte) bénéficient d'un certain traitement de faveur. Il se considère comme un grand homme de l'histoire : un solide rempart face à la colonisation extraterrestre, justifiant par la même occasion les sacrifices qu'il a lui-même consentis. Selon lui, les extra-terrestres auraient déjà colonisé la planète s'il n'agissait pas ainsi. Il est bien difficile de percer dans ses affirmations faites à l'agent Mulder quelle est la part de vérité. Tout au long de la série, Mulder et Scully se sont rendu compte que ce qu'on leur faisait voir était un écran de fumée produit par l'homme à la cigarette.
Dans le tout dernier épisode de la saison 9, il révèle à Mulder et Scully que la colonisation par les extraterrestres aura lieu le 22 décembre 2012 (c'est-à-dire le jour suivant la fin du calendrier Maya), avant d'être visé par une roquette tirée d'un hélicoptère militaire, et qui était dirigée vers les ruines Anasazi, son dernier refuge.
Il est néanmoins de retour dans la saison 10 qui révèle qu'il a survécu à la roquette et s'est fait reconstruire un corps grâce à plusieurs greffes de peau. En 2016, il crée une pandémie visant à la destruction de l’humanité. Seuls les élus, ayant de l’ADN extraterrestre dans leur corps, sont appelés à survivre à ce virus, baptisé « Spartiate ». Outre William (le fils de Mulder et Scully), Scully et Monica Reyes, il fait partie des survivants potentiels et propose, en vain, à son fils Mulder de le rejoindre...

## Interprètes
L'acteur qui joue son fils, Jeffrey Spender (Chris Owens), est le même qui joue l'homme à la cigarette jeune.